# ワイルドカードゲーム
ワイルドカードゲーム（英語: Wild Card Game）は、かつて行われていた野球のメジャーリーグベースボール（MLB）におけるポストシーズン試合のひとつ。地区優勝を逃した中で、勝率上位の2球団（ワイルドカード）が、ディビジョンシリーズ進出をかけて1試合で勝敗を決する。2012年のシーズンから導入され、2021年のシーズンまで行われた。

## 仕組み
| アメリカンリーグ               | アメリカンリーグ               | アメリカンリーグ             |
| 西地区                         | 中地区                         | 東地区                       |
| ------------------------------ | ------------------------------ | ---------------------------- |
| ヒューストン・アストロズ       | シカゴ・ホワイトソックス       | ボルチモア・オリオールズ     |
| ロサンゼルス・エンゼルス       | クリーブランド・ガーディアンズ | ボストン・レッドソックス     |
| オークランド・アスレチックス   | デトロイト・タイガース         | ニューヨーク・ヤンキース     |
| シアトル・マリナーズ           | カンザスシティ・ロイヤルズ     | タンパベイ・レイズ           |
| テキサス・レンジャーズ         | ミネソタ・ツインズ             | トロント・ブルージェイズ     |
| ナショナルリーグ               |                                |                              |
| 西地区                         | 中地区                         | 東地区                       |
| アリゾナ・ダイヤモンドバックス | シカゴ・カブス                 | アトランタ・ブレーブス       |
| コロラド・ロッキーズ           | シンシナティ・レッズ           | マイアミ・マーリンズ         |
| ロサンゼルス・ドジャース       | ミルウォーキー・ブルワーズ     | ニューヨーク・メッツ         |
| サンディエゴ・パドレス         | ピッツバーグ・パイレーツ       | フィラデルフィア・フィリーズ |
| サンフランシスコ・ジャイアンツ | セントルイス・カージナルス     | ワシントン・ナショナルズ     |

メジャーリーグベースボールの30球団は、15球団ずつがアメリカンリーグとナショナルリーグに分かれ、さらに両リーグとも5球団ずつ東・中・西の3地区に分かれている（右表参照）。各球団は同リーグ同地区との対戦を中心に、レギュラーシーズン162試合を戦う。この結果、各地区で最も勝率が高い球団（計6球団）が地区優勝となる。2021年まで、地区優勝を果たした3球団は、無条件で "ディビジョンシリーズ" （地区シリーズ）へ進出していた。
地区優勝を逃した各リーグ12球団ずつのうち、地区に関係なく勝率上位2球団ずつがワイルドカードとなっていた。この2球団が地区シリーズ進出をかけて対戦する1試合が "ワイルドカードゲーム" であった。試合の開催地は、レギュラーシーズンの勝率が高いほうの球団（第1ワイルドカード）の本拠地球場となった。勝った球団は地区シリーズに進出し、リーグ最高勝率の球団と対戦することになっていた。
なおレギュラーシーズン終了時点で、ある地区の首位に同率で複数球団が並びそのいずれかがワイルドカードとなる場合や、ワイルドカード2枠に3球団以上が並んだ場合、第2ワイルドカード1枠に2球団以上が並んだ場合などは、当該球団間でのタイブレーカーがワイルドカードゲームに先立ちレギュラーシーズンの延長として開催された。ワイルドカード2枠に2球団が並んだ場合はタイブレーカーを実施せず、レギュラーシーズン中の直接対決の結果で第1ワイルドカードと第2ワイルドカードを決めた。タイブレーカーが実施される可能性を考慮して、レギュラーシーズン最終戦とワイルドカードの間には1日以上の予備日が設定されていた。
なお2020年は新型コロナウィルス対策により公式戦の試合数が60試合と短縮された関係もあり、出場枠を各リーグ8チームずつの16チームに広げることになった。これにより、各地区2位までの6チームと、3位以下の中から勝率の高かった2チームがワイルドカードとしてノミネートされ、それぞれの順位ごとに勝率の高い順番にシード順位を決定した。
- 地区1位の3チームが第1・2・3シード
- 地区2位の3チームが第4・5・6シード
- ワイルドカードノミネートの2チームが第7・8シード

これによりワイルドカードゲームの組み合わせは
- 第1シード（地区1位）対第8シード（ワイルドカード）
- 第2シード（地区1位）対第7シード（ワイルドカード）
- 第3シード（地区1位）対第6シード（地区2位）
- 第4シード（地区2位）対第5シード（地区2位）

となり、各カードにつき3戦2戦先勝方式を行った。また試合会場については、それぞれの対戦カードごとの勝率の高いチーム（すなわち第1-4シードにノミネートされた側の球団）の本拠地での集中開催となった。

## 導入の背景と意義
MLBでは1994年から東・中・西の3地区制が導入され、これにともなって "ディビジョンシリーズ" （地区シリーズ）およびそこに進出するためのワイルドカード1枠が創設された。ポストシーズンは、それまで "リーグチャンピオンシップシリーズ" （リーグ優勝決定シリーズ）→ "ワールドシリーズ" の2段階だったのが、地区シリーズ→リーグ優勝決定シリーズ→ワールドシリーズの3段階になり、進出球団も4から8に倍増した。これらの改革は、レギュラーシーズンの消化試合減少につながって盛り上がりが増し、テレビ放映権料をはじめとする収益の拡大という結果をMLBにもたらした。
しかしその一方で、ワイルドカード制度がもたらす弊害もあった。たとえば、地区内で2球団が優勝争いしていても、ワイルドカードがあるためどちらもポストシーズンに出場できるとなれば、優勝争いが盛り上がらない。また、ワイルドカード球団に対する地区優勝球団へのアドバンテージといえば、地区シリーズおよびリーグ優勝決定シリーズ開幕を本拠地で迎えられることくらいであったため、ワイルドカードが確実に見込まれる場合には地区優勝を狙わず無理をしない球団も出てきた。
2011年までのワイルドカード獲得球団がワールドシリーズで優勝する、いわゆる「下克上 (番狂わせ)」は1997年(フロリダ・マーリンズ)、2002年(アナハイム・エンゼルス)、2003年(マーリンズ)、2004年(ボストン・レッドソックス)、2011年(セントルイス・カージナルス)と、17年間で5回もあった。
ワイルドカードゲームは、こうした状況を解消するために考案されたものである。地区優勝すれば無条件で地区シリーズに進出できるのに対し、ワイルドカードだった場合は一発勝負で負ければそこでシーズン終了となるため、必然的に地区優勝争いが重みを増すことになる。加えてワイルドカード球団は、ワイルドカードゲームにエース投手をつぎ込んで勝ったとしても、地区シリーズではそのエース投手がシリーズ後半まで投げられない状態で、1日多く休養を得た地区優勝球団のエース投手と対戦しなければならなくなり、大きなハンデとなる。

## 制度終了へ
2022年シーズン開幕前に新たに結ばれた労使協定により、ワイルドカードが1枠増加され、各リーグの地区優勝3球団とワイルドカード3球団の合計12球団がポストシーズンに進出することになった。これに伴いプレーオフのシステムも変更となり、「第1ワイルドカード対第2ワイルドカード」・「地区優勝チームの中で最も勝率の低いチーム対第3ワイルドカード」の対戦カードで3戦2戦先勝方式の「ワイルドカードシリーズ」が新たに導入され、一発勝負のワイルドカードゲームは廃止となった。これに伴い、地区優勝した3チームのうち最も成績の悪いチームは、ディビジョンシリーズに進出することが保証されないことになった。

## 歴代結果

### アメリカンリーグ
| 開催年 | 第2ワイルドカード （ビジター球団） | スコア             | 第1ワイルドカード （ホーム球団）     |
| ------ | ---------------------------------- | ------------------ | ------------------------------------ |
| 2012   | ボルチモア・オリオールズ（東）     | 5－1               | テキサス・レンジャーズ（西）         |
| 2013   | タンパベイ・レイズ（東）           | 4－0               | クリーブランド・インディアンス（中） |
| 2014   | オークランド・アスレチックス（西） | 8－9x （延長12回） | カンザスシティ・ロイヤルズ（中）     |
| 2015   | ヒューストン・アストロズ（西）     | 3－0               | ニューヨーク・ヤンキース（東）       |
| 2016   | ボルチモア・オリオールズ（東）     | 2－5x （延長11回） | トロント・ブルージェイズ（東）       |
| 2017   | ミネソタ・ツインズ（中）           | 4－8               | ニューヨーク・ヤンキース（東）       |
| 2018   | オークランド・アスレチックス（西） | 2－7               | ニューヨーク・ヤンキース（東）       |
| 2019   | タンパベイ・レイズ（東）           | 5－1               | オークランド・アスレチックス（西）   |
| 2021   | ニューヨーク・ヤンキース（東）     | 2－6               | ボストン・レッドソックス（東）       |

### ナショナルリーグ
| 開催年 | 第2ワイルドカード （ビジター球団）   | スコア            | 第1ワイルドカード （ホーム球団）     |
| ------ | ------------------------------------ | ----------------- | ------------------------------------ |
| 2012   | セントルイス・カージナルス（中）     | 6－3              | アトランタ・ブレーブス（東）         |
| 2013   | シンシナティ・レッズ（中）           | 2－6              | ピッツバーグ・パイレーツ（中）       |
| 2014   | サンフランシスコ・ジャイアンツ（西） | 8－0              | ピッツバーグ・パイレーツ（中）       |
| 2015   | シカゴ・カブス（中）                 | 4－0              | ピッツバーグ・パイレーツ（中）       |
| 2016   | サンフランシスコ・ジャイアンツ（西） | 3－0              | ニューヨーク・メッツ（東）           |
| 2017   | コロラド・ロッキーズ（西）           | 8－11             | アリゾナ・ダイヤモンドバックス（西） |
| 2018   | コロラド・ロッキーズ（西）           | 2－1 （延長13回） | シカゴ・カブス（中）                 |
| 2019   | ミルウォーキー・ブルワーズ（中）     | 3－4              | ワシントン・ナショナルズ（東）       |
| 2021   | セントルイス・カージナルス（中）     | 1－3x             | ロサンゼルス・ドジャース（西）       |

- 上記のうち、2014年のジャイアンツ、2019年のナショナルズはワールドシリーズ優勝